# Dreiapsidenkirche

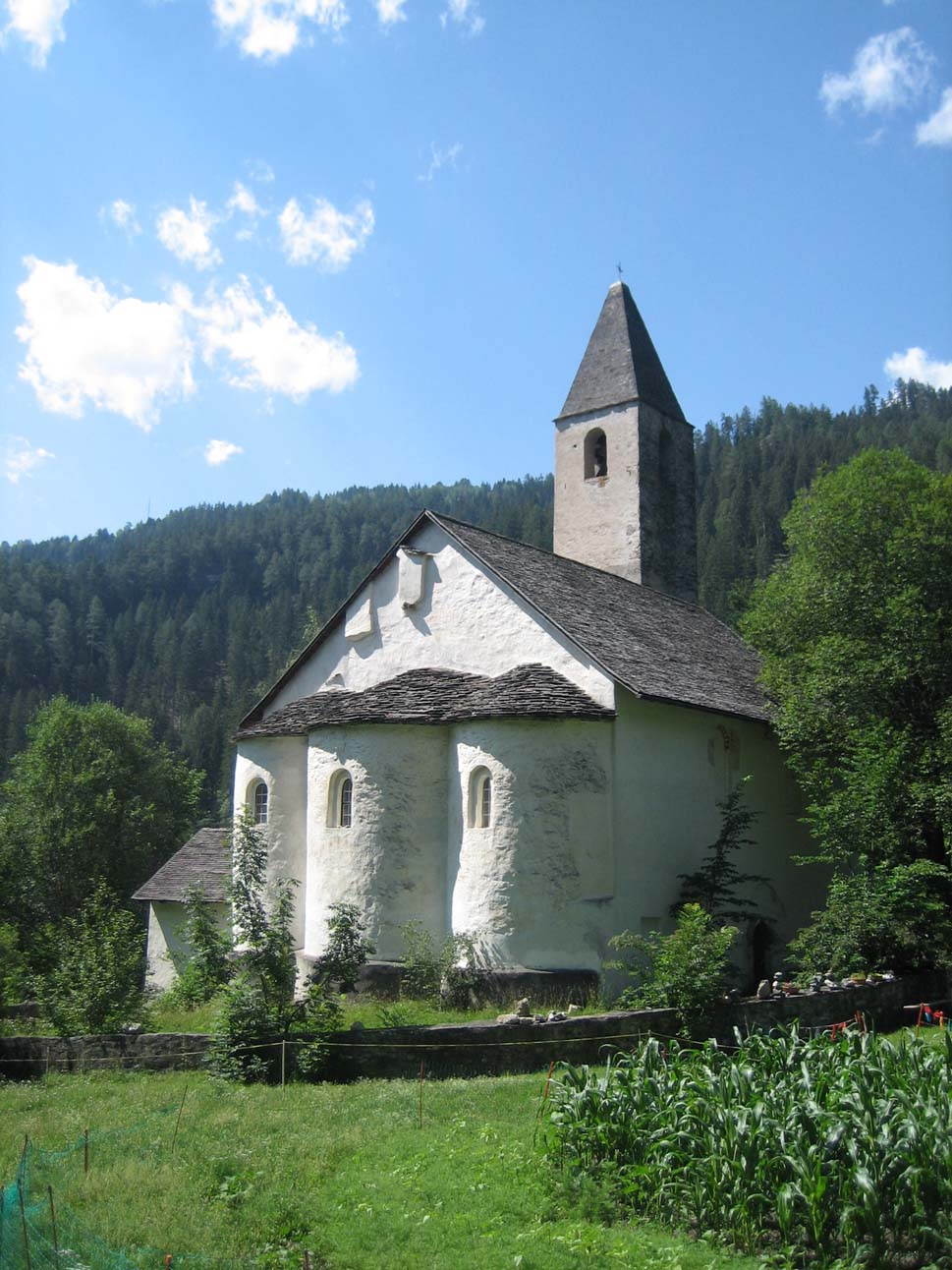
Dreiapsidiale Saalkirche St. Peter Mistail, Graubünden (8. Jh.)

Eine Dreiapsidenkirche ist eine Kirche mit drei Apsiden, in denen meist jeweils ein Altar stand. Während die Pfarrkirchen des Mittelalters meist nur eine Apsis hatten, waren drei Apsiden in der Regel größeren und bedeutenderen Kirchenbauten wie Kathedralen, Klosterkirchen, Prioratskirchen, Stifts- und Kollegiatkirchen etc. vorbehalten. Mehrere Bautypen sind zu unterscheiden:

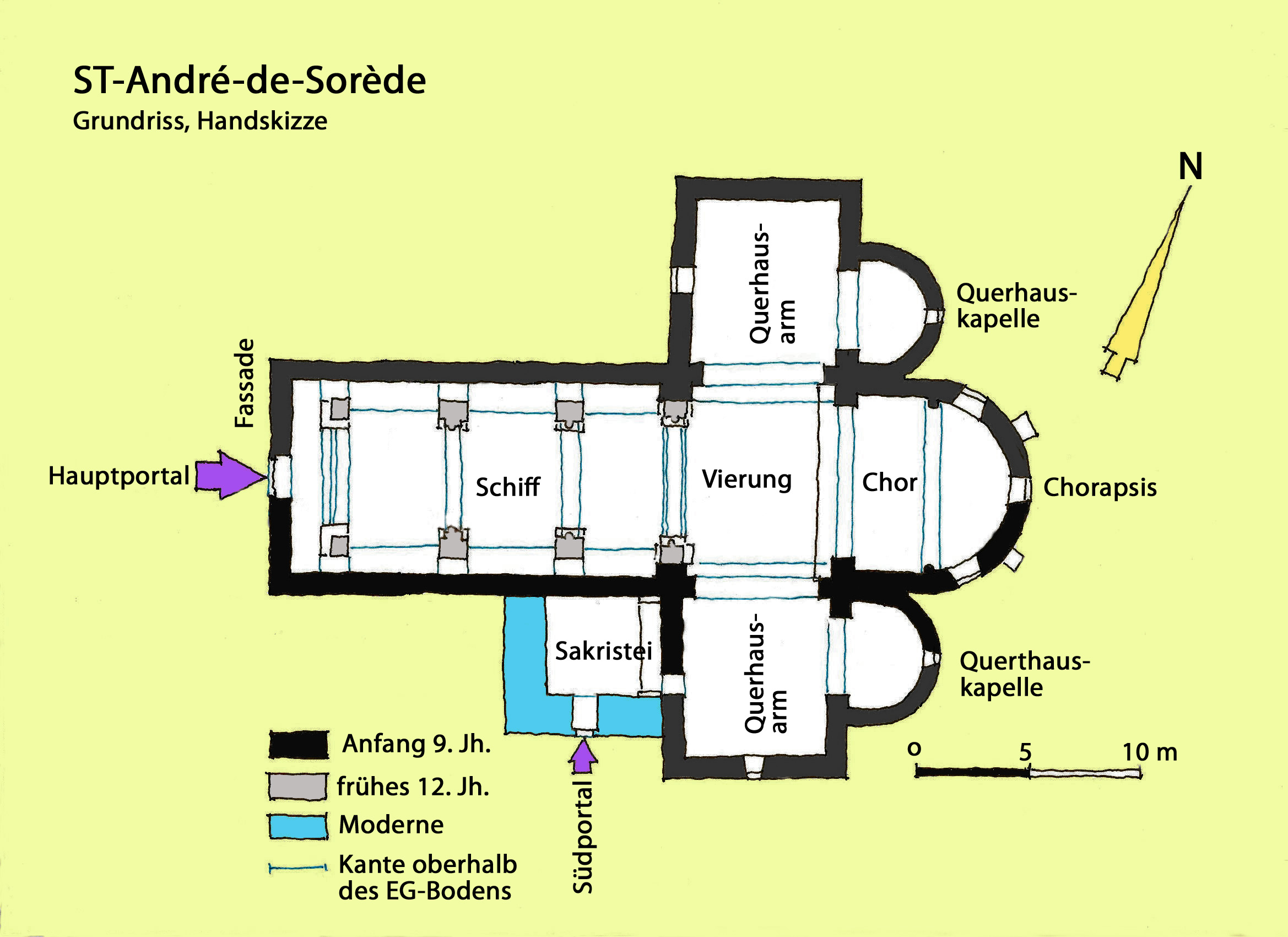
St-André-de-Sorède

## Normalfall
Beim Normalfall einer Dreiapsidenkirche enden die drei Kirchenschiffe in jeweils einer Apsis. Da die Seitenschiffe meist schmaler und niedriger sind als das Mittelschiff, findet sich die gleiche Konfiguration, die einem Triumphbogenschema ähnelt, auch in den Apsiden; gleiches gilt für einschiffige Kirchen mit Querhaus.

## Dreiapsidensäle

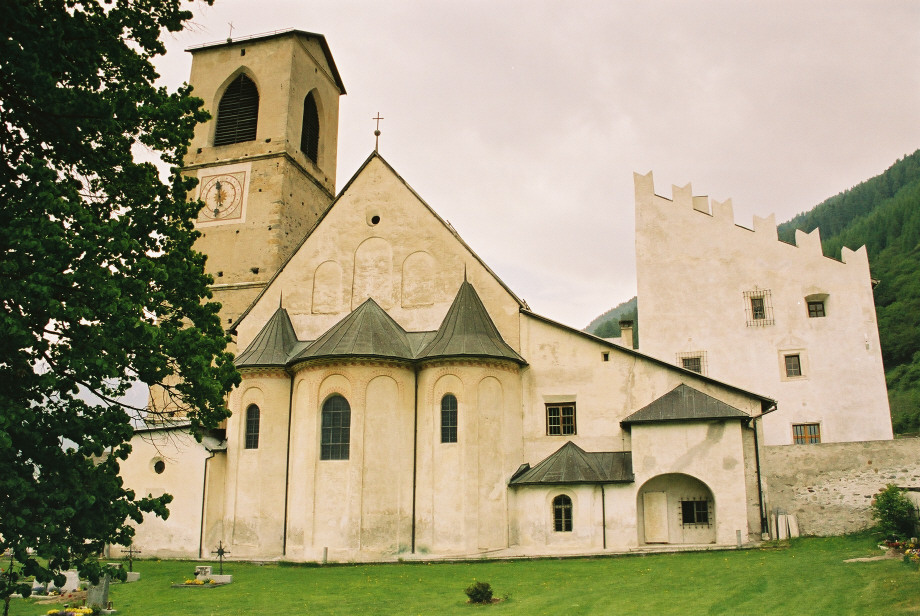
Klosterkirche St. Johann in Müstair, Graubünden, ab 775 erbaut

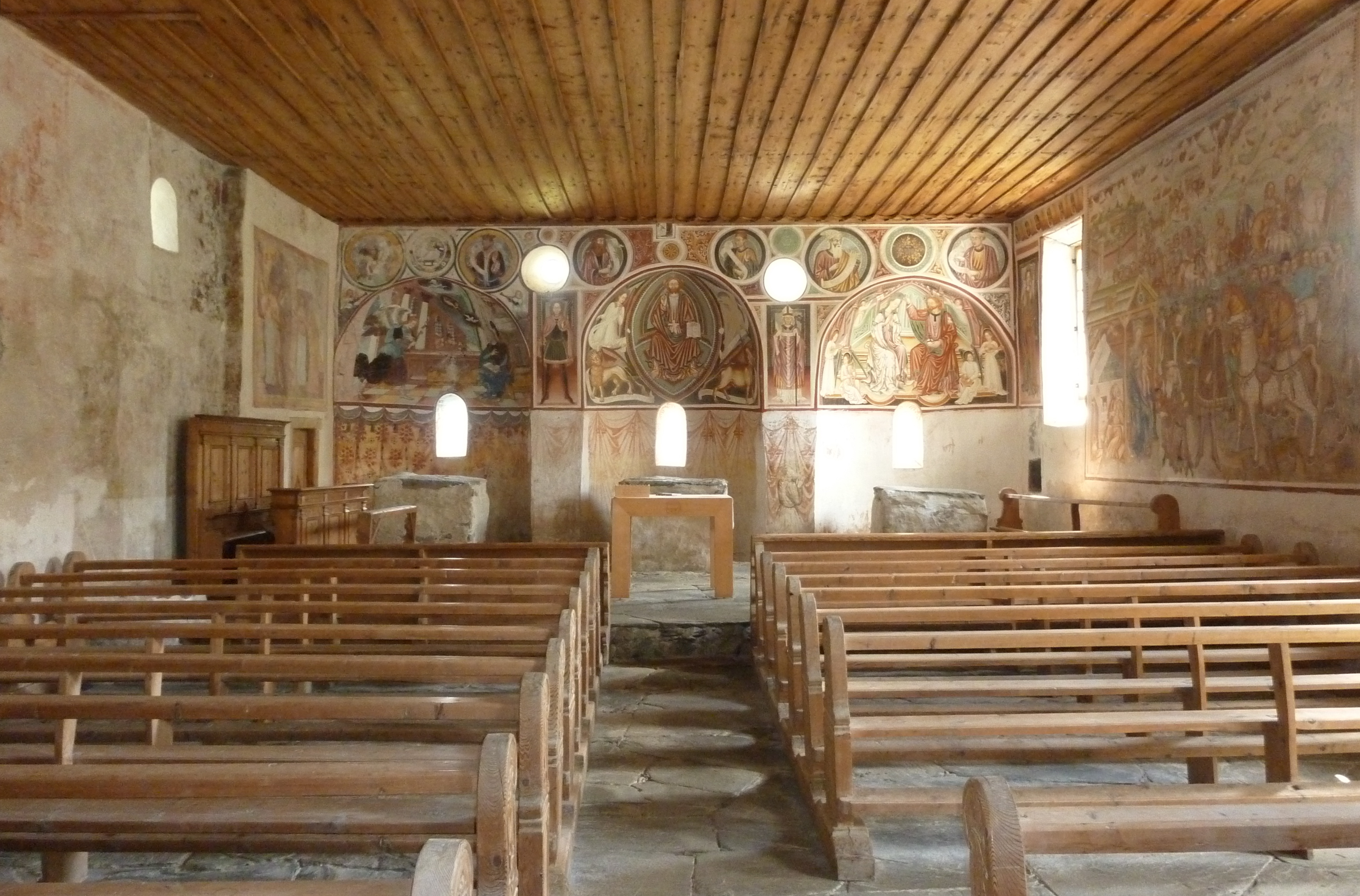
Kirche St. Agatha, Disentis, Graubünden (12. Jh.)

Dieser Typus einräumiger Saalkirchen mit drei nebeneinanderliegenden Apsiden gehört der karolingischen Zeit an; hierzu gehören beispielsweise:
- ursprüngliche Klosterkirche St. Johann in Müstair, Graubünden
- Kirche St. Peter Mistail in Alvaschein, Graubünden[1]
- Vorgängerkirche der katholischen Kirche Pleif in Vella, Graubünden
- Kirchenruine Sogn Murezi, Graubünden[2]
- Kapelle St. Agatha in Disentis, Graubünden
- Vorgängerkirche der Sülchenkirche bei Rottenburg am Neckar
- Bergkirche St. Nikolaus (Rheinau ZH)

## Taukreuzkirchen

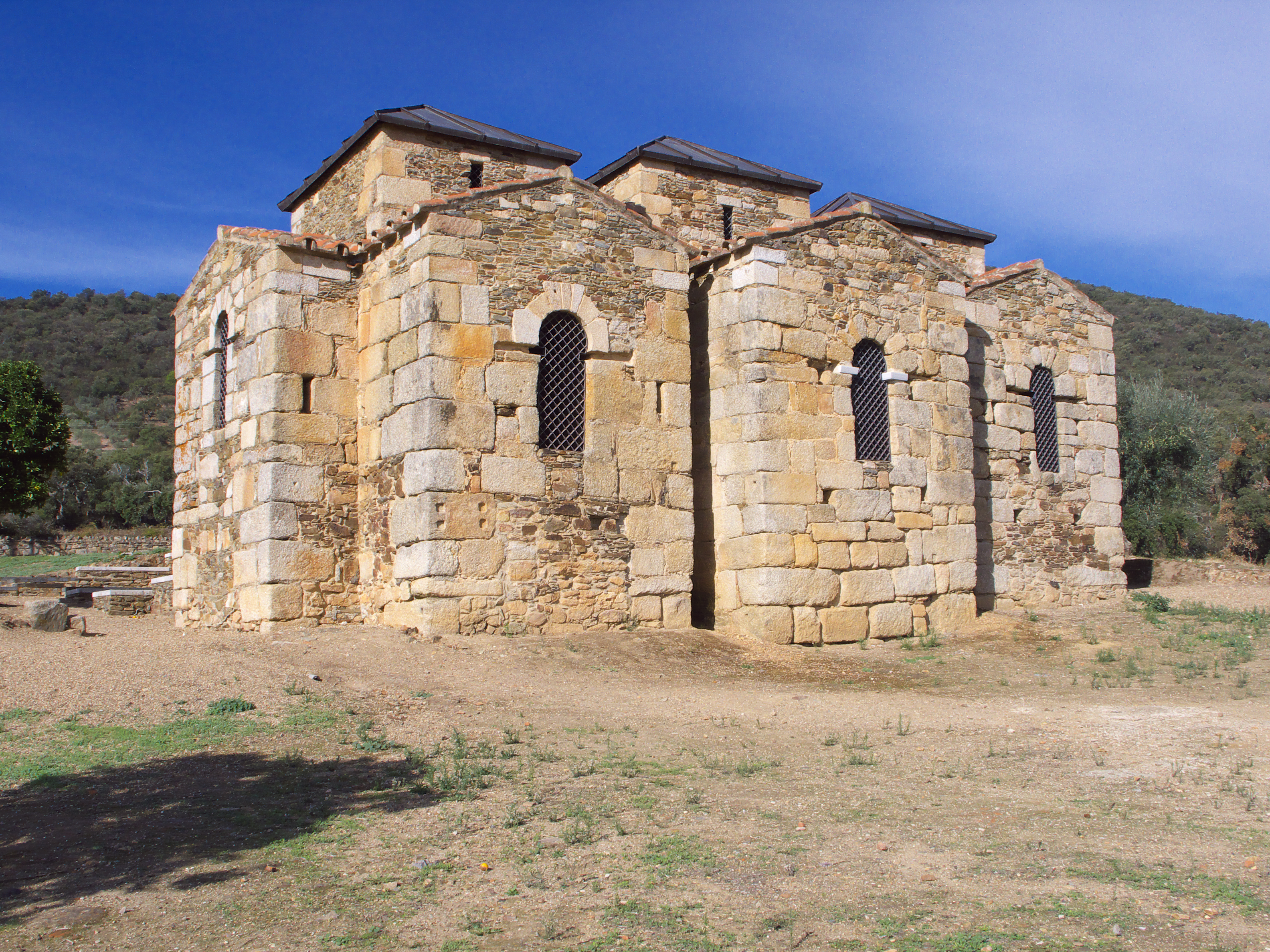
Santa Lucía del Trampal, Extremadura (7. Jh.)

Taukreuzkirchen sind einschiffige Kirchen mit einem Querhaus (Transept), an welches nach Osten drei Apsiden angelagert sind; die mittlere Apsis ist in der Regel höher und/oder tiefenräumlicher als die beiden seitlichen. Hierzu gehören beispielsweise:
- Santa Lucía del Trampal, Alcuéscar, Extremadura
- San Nicola, Ottana, Sardinien
- Santissima Trinità di Saccargia, Sardinien
- Saint-Julien, Axiat, Pyrenäen
- Saint-Symphorien, Biozat, Bourbonnais

## Dreikonchenkirchen

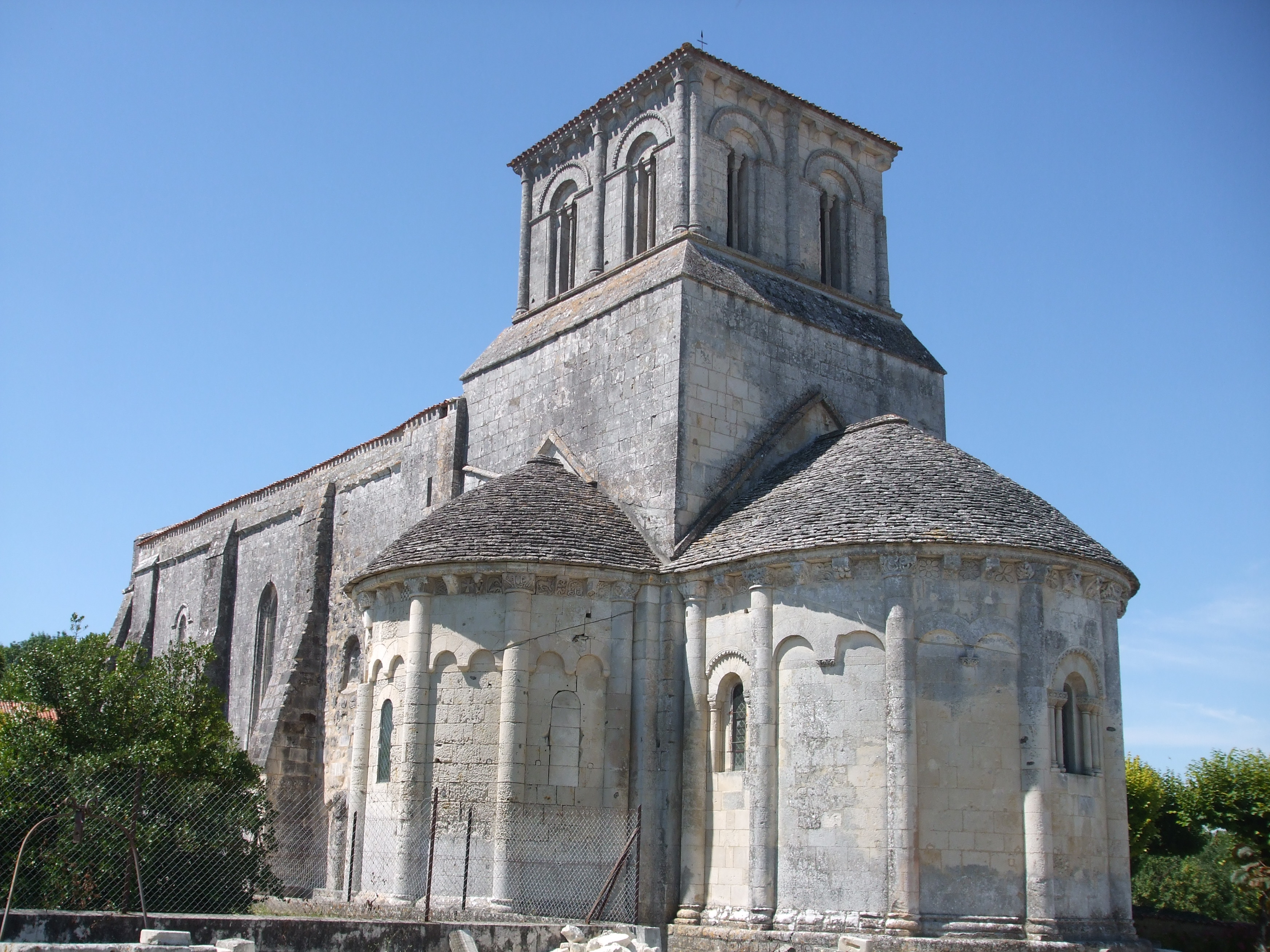
Saint-Sulpice, Marignac, Charente (12. Jh.)

Bei einer Dreikonchenkirche (Trikonchos) sind die drei meist gleichdimensionierten Apsiden des Chores kreuz- oder kleeblattförmig angeordnet. Hierzu gehören u. a.:
- Heiligkreuzkapelle, Müstair, Graubünden
- St. Maria im Kapitol, Köln
- Groß St. Martin, Köln
- St. Quirinus, Neuss
- Saint-Sulpice, Marignac, Charente
- Saint-Martin, Lurcy-Lévis, Bourbonnais
- Petersdom, Rom
- Salzburger Dom
- Sankt Magnus, Lana, Südtirol